# Karl Paul Link
Karl Paul Gerhard Link (31 gener 1901 – 21 novembre 1978) fou un bioquímic americà conegut per la seva descoberta de l'anticoagulant warfarina.

## Formació i primers anys
Va néixer a LaPorte, Indiana, fou el primer de deu fills d'un ministre luterà d'origen alemany. Es va educar a l'escola local, i va assistir a la Universitat de Wisconsin–Madison, on va estudiar química agrícola al College of Agriculture de 1918 a 1925, obtenint un grau el 1923 i un doctorat el 1925. Fou llavors escollit per la National Education Board que li concedí una beca postdoctoral, enviant-lo a Europa. Va treballar un curt període amb el químic de carbohidrats Sir James Irvine a la Universitat de St Andrews a Escòcia i el 1926 amb Fritz Pregl, inventor de la microquímica i premi Nobel. Finalment va passar uns mesos amb el químic orgànic futur premi Nobel Paul Karrer, en el seu laboratori de Zúric; durant aquest període Link va patir tuberculosi i es va veure obligat a fer una estada de recuperació a Davos. Al voltant d'aquest temps podria haver adquirit el seu gust per vestir excèntricament.
Va aconseguir la plaça d'ajudant de professor a la Universitat de Wisconsin–Madison el 1927, i va ser promogut com a professor associat el 1928. Va treballar inicialment sobre carbohidrats vegetals i la resistència a malalties. Es va casar amb Elizabeth Feldman el 1930, amb qui va tenir tres fills.

## Anticoagulants

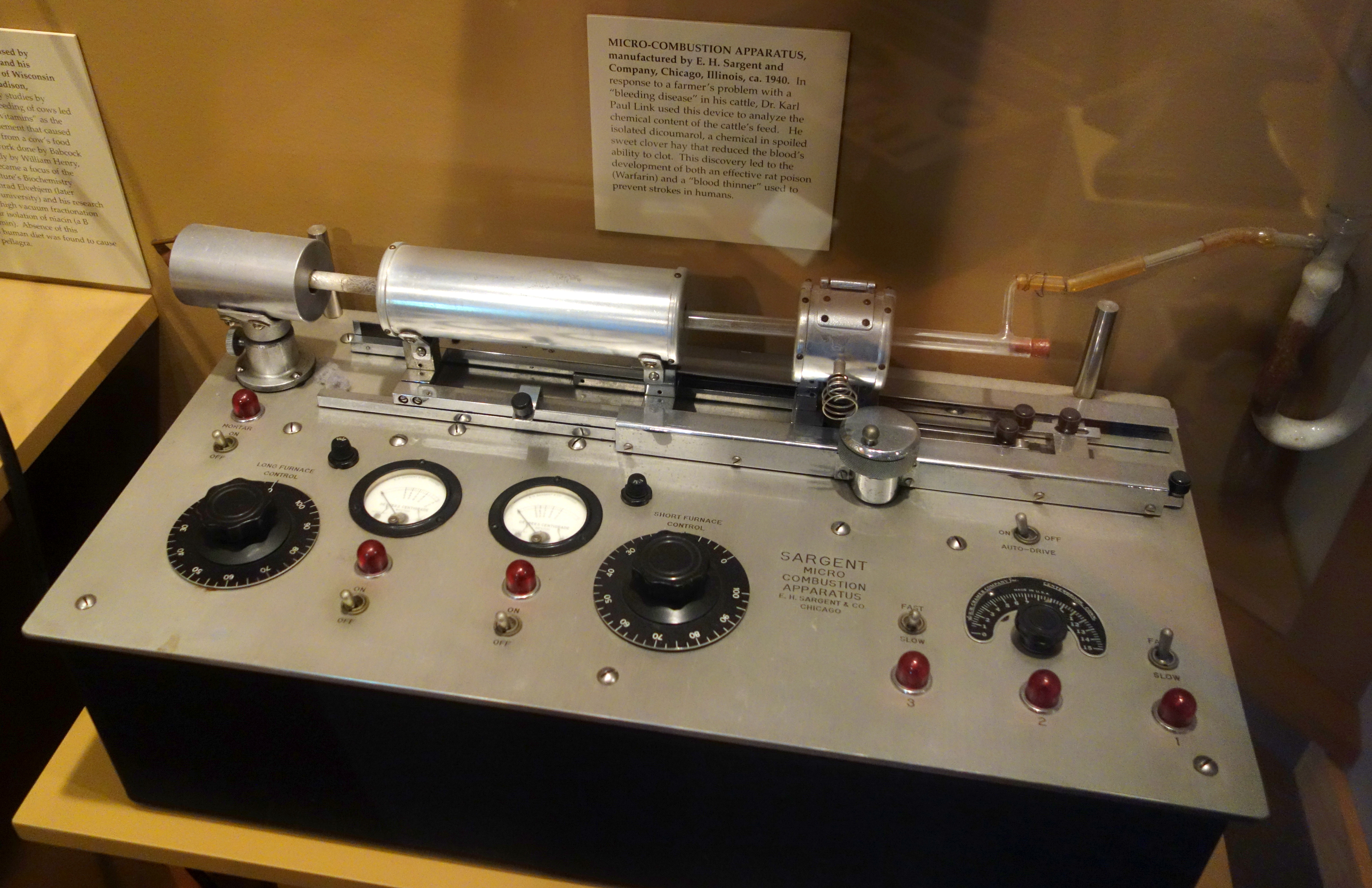
Aparell de micro-combustió (1940), usat per Karl Paul Link per aïllar dicumarol

En els anys següents, la major part de la seva recerca va estar enfocada sobre els carbohidrats vegetals. Tanmateix, el període fructífer va començar quan Ed Carson, un pagès de Wisconsin, va atreure l'atenció de Link sobre la malaltia del trèvol dolç, descrita el 1924 pel veterinari Franc Schofield. En aquesta síndrome, les vaques morien d'hemorràgia després de consumir un fenc «florit» fet a base de trèvol dolç. Carson li va portar una vaca morta, que formava part del bestiar afectat, amb la sang que no coagulava, i 100 lliures de fenc de trèvol dolç. Sota la direcció de Link, els estudiants de doctorat Harold Campbell, Ralph Overman, Charles Huebner, i Mark Stahmann van aconseguir cristal·litzar el verí -un compost relacionat amb la cumarina-, el van sintetitzar i el van provar; el resultat va ser el dicumarol.
El dicumarol va ser sotmès a assaigs clínics al Wisconsin General Hospital i a la Clínica Mayo, passant a ser durant uns anys l'anticoagulant oral més popular.
La warfarina, un dels diversos compostos sintetitzats com a part de la recerca de la cumarina, va ser patentada el 1945 per la Wisconsin Alumni Research Foundation. Link i els investigadors Stahmann i Ikawa conjuntament, van ser els autors de la patent. Inicialment comercialitzada com verí de rata, i batejada warfarina poc més tard, a la dècada de 1950 va esdevenir el segon anticoagulant més important per ús clínic (després de l'heparina).

## Darrers anys
Link va ser elegit membre de l'Acadèmia Nacional de Ciències el 1946. Va rebre diversos premis per la seva feina, incloent el Premi Albert Lasker d'Investigació Mèdica Bàsica de 1955 i el Premi Albert Lasker d'Investigació Mèdica Clínica de 1960. Va romandre estretament implicat en la bioquímica de la warfarina i els compostos relacionats.
Va tenir una salut delicada els darrers anys de la seva vida (tuberculosi). No obstant això, va romandre com a professor titular fins que es va jubilar el 1971. Fou tota la vida pioner de causes liberals, i la seva muller va ser molt activa en el moviment pacifista.
Link va morir d'una insuficiència cardíaca el 1978.